# Itacaré
Itacaré es un municipio del estado de Bahía, en el Brasil. Su población estimada en 2004 era de 17 960 habitantes.
"Itacaré" es un término de origen tupí que significa "yacaré de piedra"("jacaré").

## Playas de Itacaré
- Concha
- Coroinha
- Costa
- Engenhoca
- Havaizinho
- Itacarezinho
- Jeribucaçú
- Puntal
- Prainha
- Resende
- Ribeira
- São José
- Sierra Gran
- Siriaco
- Tiririca

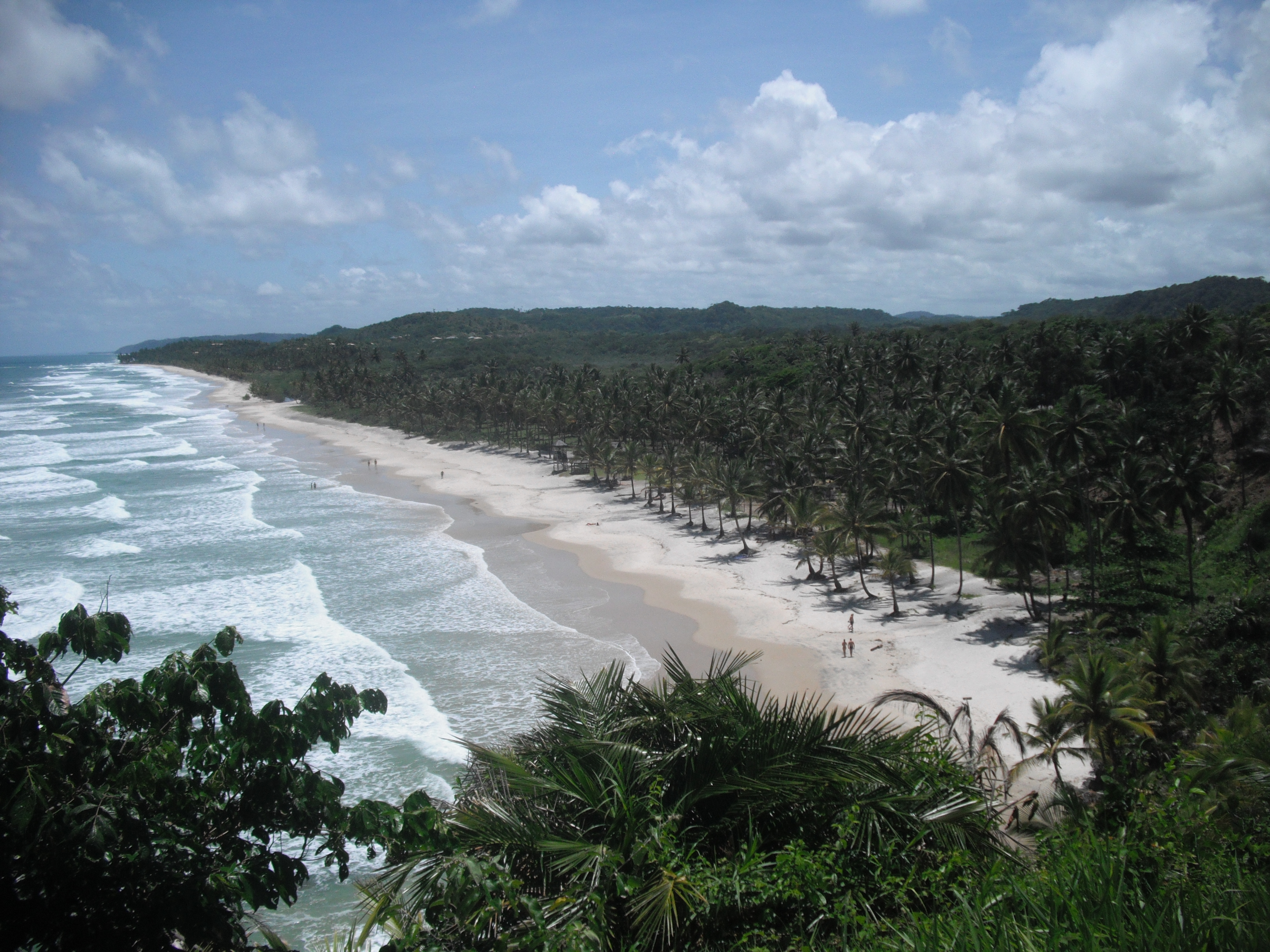
Playa de Itacarezinho
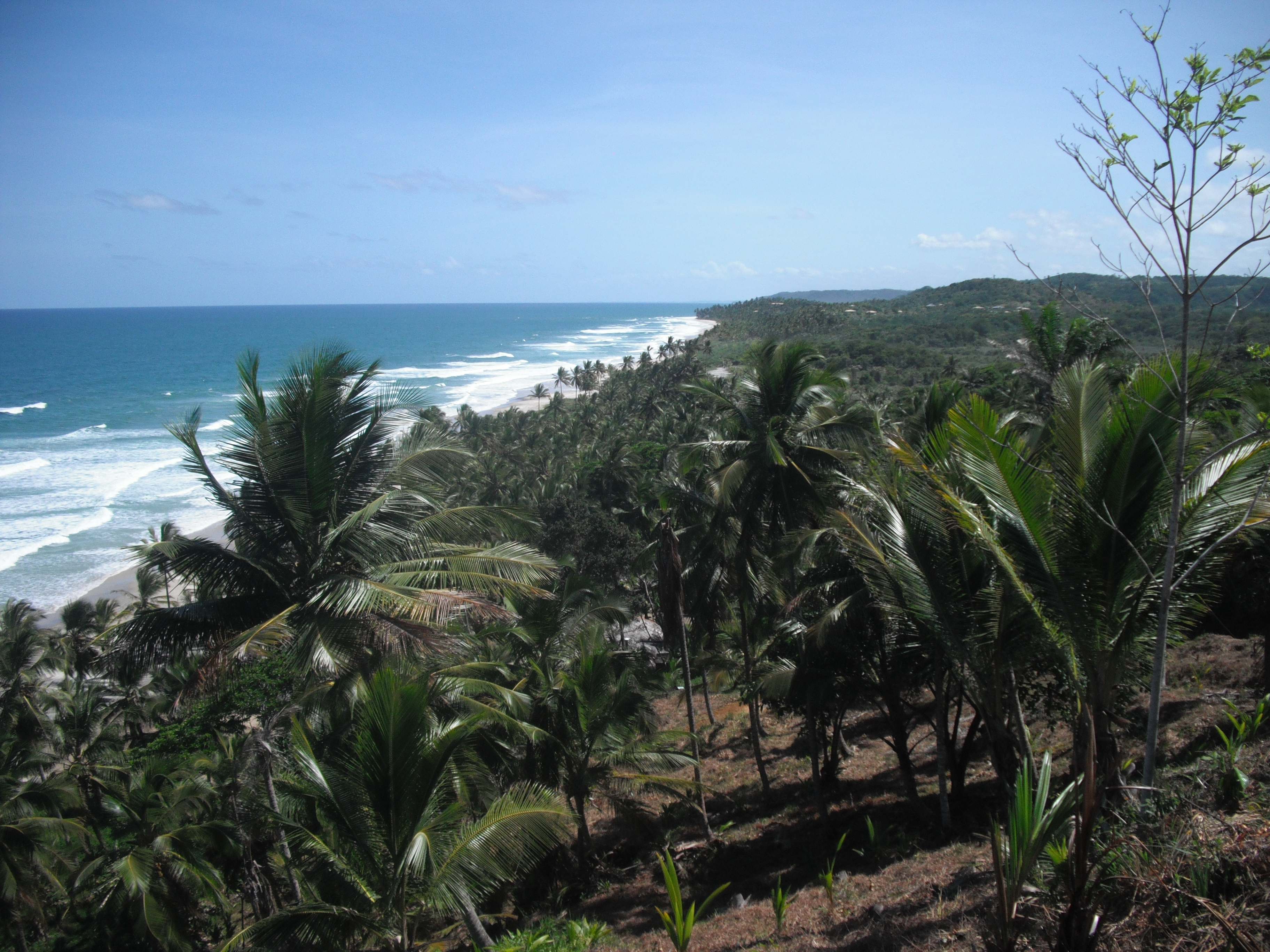
Playa de Itacarezinho
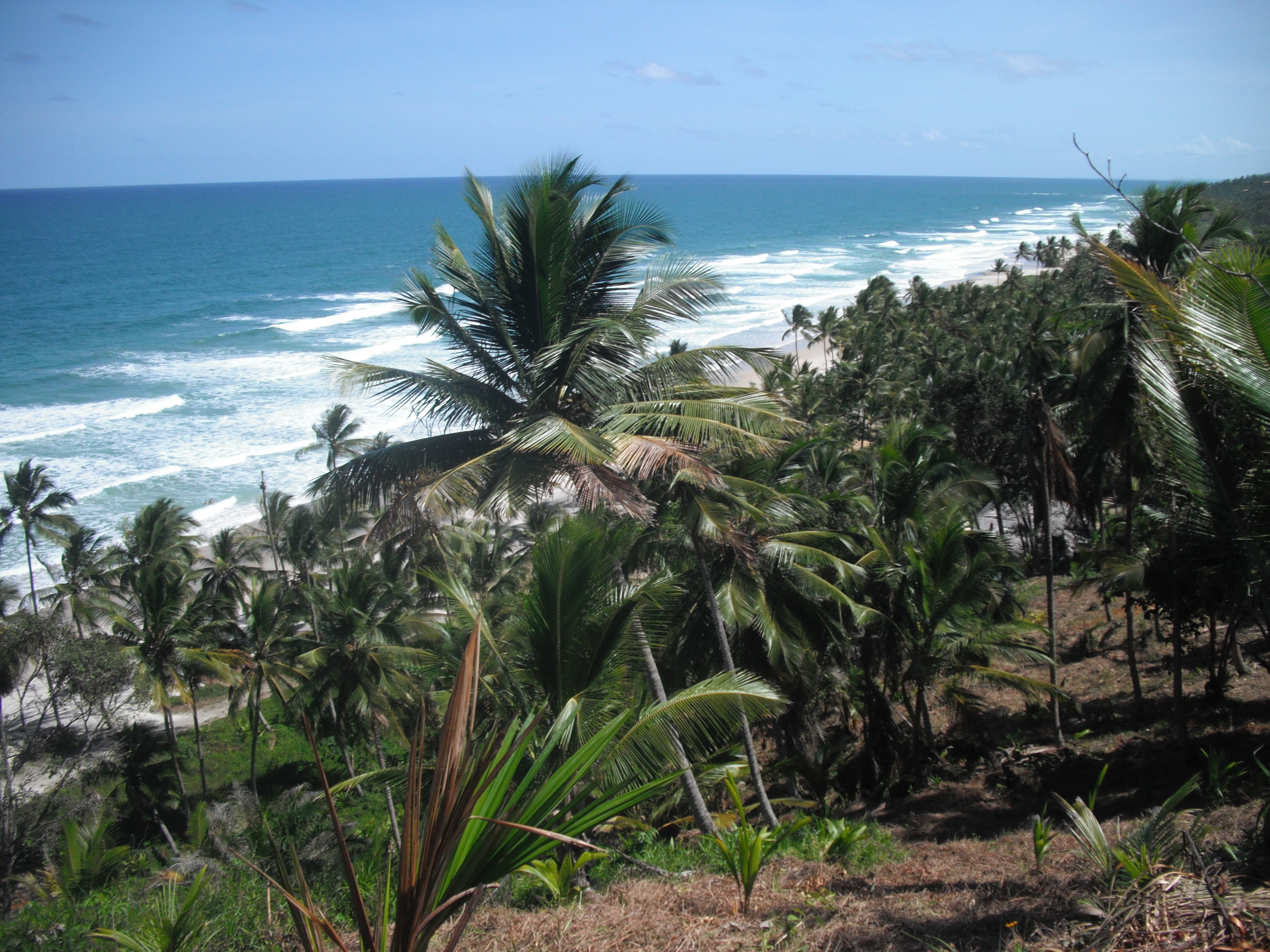
Playa de Itacarezinho
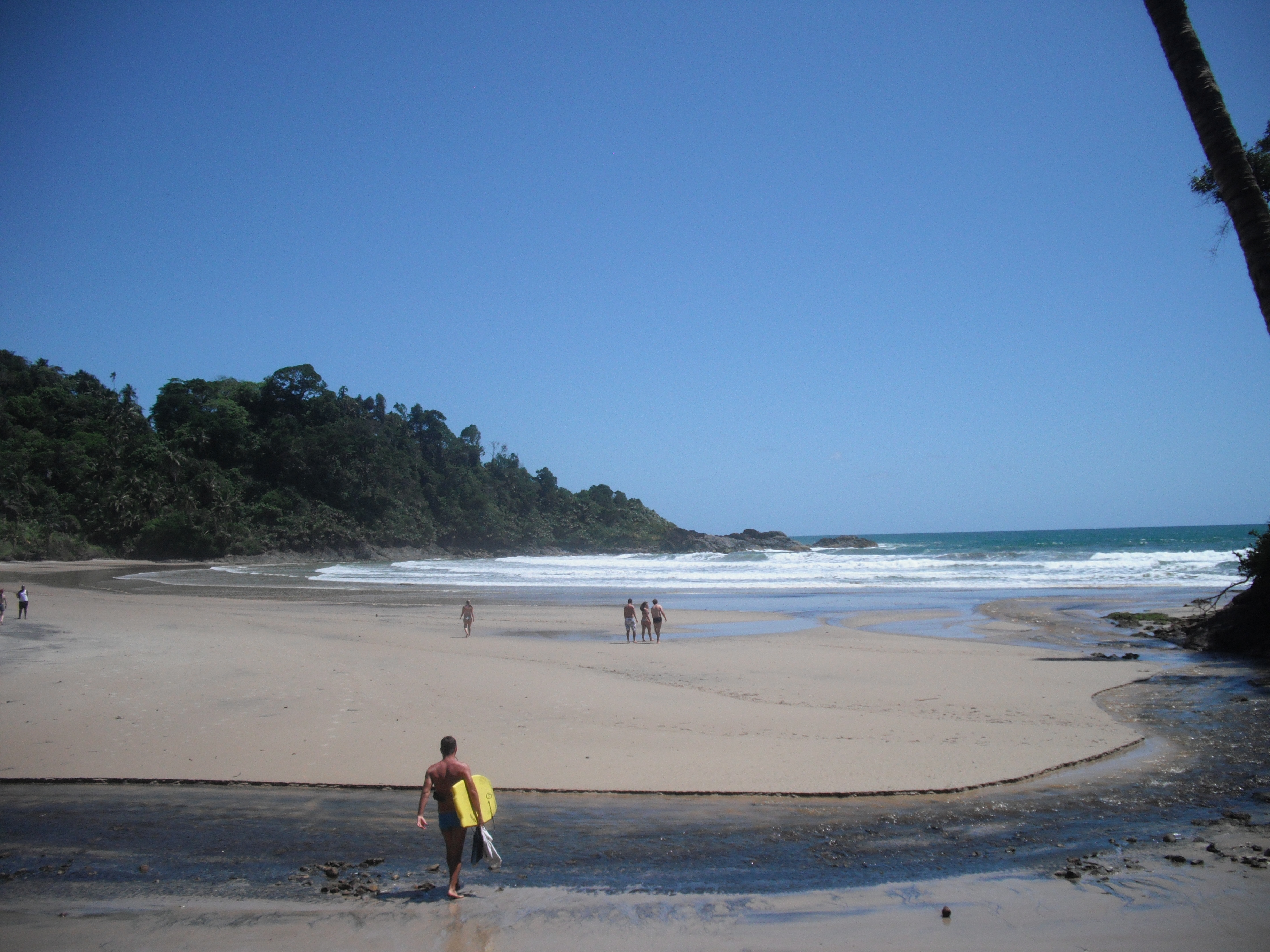
Engenhoca

## Juacas
Juacas, la serie de televisión juvenil producida y difundida por Disney Channel, se filmó íntegramente en las playas de Itacaré. Los paradisíacos paisajes llamaron la atención de muchos televidentes, que comenzaron a interesarse por visitar este destino turístico.

## Destino turístico
Si bien Itacaré  es desde hace ya varios años un punto de atracción para los surfers y los turistas que gozan de la naturaleza, las playas y el calor de Bahía, año a año se convierte en un destino más solicitado y deseado. Quienes conocen la ciudad aseguran que allí se encuentran algunas de las mejores playas de Brasil, a pesar de no tener la misma fama que Río de Janeiro, Salvador u otros epicentros turísticos. 
Por otro lado, las mejoras en las vías de acceso al municipio hicieron que el turismo crezca año a año. Ello se ve reflejado en la gran cantidad de posadas, hoteles, restaurantes y en las actividades que ofrecen sus habitantes.